# Entoria denticornis
Entoria denticornis är en insektsart som beskrevs av Carl Stål 1875. Entoria denticornis ingår i släktet Entoria och familjen Phasmatidae. Inga underarter finns listade i Catalogue of Life.